# Leonid Stein
Leonid Stein foi um jogador de xadrez da antiga União Soviética, com diversas participações nas Olimpíadas de xadrez. Stein participou das edições de 1964 e  1966 conquistando as medalhas de ouro e prata individual no primeiro tabuleiro reserva e quarto tabuleiro, respectivamente, além da medalha de ouro por equipes.